# 鈴村正樹
鈴村 正樹（すずむら まさき、1978年5月7日 - ）は、日本のアクション監督・スタントマン・俳優。声優の鈴村健一は実兄。

## 来歴
高校卒業後、倉田アクションクラブに入所する。2004年から、アクションシーンなどを手掛ける有限会社ユーデンフレームワークス（代表：下村勇二）に所属。楳図かずお原作のホラー漫画『赤んぼ少女』の実写映画（2007年、山口雄大監督）でアクション監督デビューを果たす。その後はフリーランスに転じ、現在はドラマ、PV、CMなどでアクション監督を中心として活躍している。エキストラとしてのデビュー作は、北野武監督・主演の『座頭市』（2003年）であった。

## エピソード
- 映画『亜人』（2017年、本広克行監督）では、アクション監督補佐を務めた縁から、兄・健一が同作で俳優デビューを果たすことになった[2]。
- 映画『燃えよデブゴン TOKYO MISSION』（2020年、谷垣健治監督）では、製作・主演のドニー・イェンが鈴村のコミカルキャラを気に入り、ほぼアクション無しで甘栗店の売り子を演じることになった[3]。また、鈴村は同映画のアクション監督補も務めており、担当した市場内の格闘シーンのビデオコンテが、ジャパンアクションギルドのYouTubeチャンネルで公開されている[4]。

## 主な参加作品

### アクション監督など
- 赤んぼ少女（2007年製作、2008年公開） - アクション監督
- 伊賀の乱 拘束（2007年）  - アクション監督[5]
- 片腕マシンガール（2008年） - アクション監督
- ロボゲイシャ（2009年） - アクション監督
- Re:Play-Girls リプレイガールズ（2010年） - アクション監督
- ゾンビアス（2011年） - アクション監督[6]
- デッド寿司（2013年） - アクション監督
- ナイトピープル（2013年） - アクション監督
- 消失的兇手 The Vanished Murderer（中国語版）（香港映画：2015年、日本未公開） - アクション監督補[7]
- HiGH&LOW THE MOVIE（2016年） - アクション監督補
- HiGH&LOW THE MOVIE2/END OF SKY（2017年） - アクション監督補
- 亜人（2017年） - アクション監督補
- HiGH&LOW THE MOVIE3/FINAL MISSION（2017年） - アクション監督補
- HiGH&LOW THE WORST（2019年） - アクション監督補
- 燃えよデブゴン TOKYO MISSION（原題：肥龍過江 / 香港映画：2020年 / 日本公開：2021年1月） - アクション監督補[8]
- HiGH&LOW THE WORST X（2022年） - アクション監督
- 牙狼〈GARO〉 ハガネを継ぐ者（2024年） - アクション監督

### 俳優・エキストラなど
- 座頭市（2003年） - 銀蔵一家のチンピラ[9]
- フィッシュストーリー（2009年） - 屈強な客[10]
- 燃えよデブゴン TOKYO MISSION（香港映画：2020年） - 甘栗店の売り子 ブラザー・シャーク（鯊哥）
- 唐人街探偵 東京MISSION（2021年 中国映画、原題：唐人街探案3） - 黒龍会のヤクザ 役[注釈 1]

### スタント
- Bird's Eye バーズ・アイ（2003年）[11]
- HiGH&LOW THE WORST（2019年）[12]

### スタントコーディネーターなど
- 忍びの国（2017年）[13] - スタントコーディネーター補